# Philadelphia Energy Solutions
Philadelphia Energy Solutions (PES) war ein amerikanisches Unternehmen, das den Raffineriekomplex Philadelphia betrieb. PES entstand 2012 als Abspaltung von Sunoco durch die Carlyle Group.
Der geplante Börsengang wurde 2016 verschoben.
Der Raffineriekomplex bestand aus den beiden Standorten Point Breeze () mit einer Kapazität von 145.000 bpd und Girard Point () mit 190.000 bpd.
Point Breeze war auf leichteres Öl spezialisiert, Girard Point konnte auch schweres Rohöl verarbeiten.

## Explosionsunglück und Insolvenz 2019
Am Morgen des 21. Juni 2019 kam es zu einer Havarie an einem Rohrbogen in einer Alkylierungs-Anlage, wodurch ein Gemisch aus 95 % Propan, 2,5 % Flusssäure sowie weiteren Kohlenwasserstoffen entwich und eine Dampfwolke bildete, welche die Anlage einhüllte. Die Dampfwolke entzündete sich zwei Minuten nach der Freisetzung. Über ein Sicherheitssystem konnten über 160.000 Liter Flusssäure in ein Sicherheitsbehältnis umgeleitet werden. Stationäre Wasserwerfer, die die Ausbreitung von Flusssäure unterdrücken sollten, mussten manuell in Betrieb genommen werden, da die Verbindung zur Steuerzentrale durch das Feuer zerstört wurde. Im Zuge des Feuers kam es zu drei Explosionen, in deren Folge ein Tank mit Butenen, Isobutan und Butan zerbarst. Ein Fragment mit einer Masse von rund 17 Tonnen wurde hierbei über den Schuylkill River hinweg an das andere Ufer geschleudert, weitere Fragmente landeten innerhalb des Raffineriegeländes. Das Feuer konnte am 22. Juni um 8:30 Uhr gelöscht werden.
Fünf Raffineriearbeiter und ein Feuerwehrmann erlitten leichte Verletzungen. Der geschätzte Vermögensschaden durch das Unglück lag bei rund 750 Millionen US-Dollar. Einen Monat nach dem Unglück beantragte Philadelphia Energy Solutions Gläubigerschutz nach Chapter 11. Die Raffinerie wurde im Nachgang geschlossen. Das ehemalige Raffineriegelände soll einer Umnutzung unterzogen werden.